# 와다 간타
와다 간타(일본어: 和田 幹大, 1996년 9월 1일~)는 일본의 축구 선수이다.

## 구단 경력
그는 2019년 9월 YSCC 요코하마 2nd로 입단했다. 2020년 J3리그의 YSCC 요코하마로 승격했다. 2022년까지 26경기에 출전.